# Personnages célèbres
Les Personnages célèbres sont une série annuelle de timbres-poste de France. Émise depuis 1943 avec une surtaxe de bienfaisance, cette surtaxe est systématiquement reversée à la Croix-Rouge française à partir du décret du président du Conseil Antoine Pinay de juin 1952.

## Les personnalités en philatélie de France avant 1943
Dès décembre 1852, les timbres de France portent l'effigie d'une personne vivante, Napoléon III. La chute du second Empire conduit les postes à revenir à des allégories sur les timbres-poste et, seule une émission de 1917 avec surtaxe au profit des orphelins de guerre, créent un changement.
En mai 1923, c'est Louis Pasteur qui devient la première personnalité décédée à apparaître sur un timbre de France, sous la forme d'une série d'usage courant. 
Le premier personnage célèbre bénéficiant d'un timbre commémoratif est Pierre de Ronsard, en octobre 1924, pour le 400e anniversaire de sa naissance. Le second est émis mars 1929 avec Jeanne d'Arc pour le 500e anniversaire de la délivrance d'Orléans. Les personnages historiques ou célèbres deviennent habituels dans les émissions françaises à partir de décembre 1933, et à partir de l'année suivante, le grand format devient l'usage.
Au cours de la crise économique des années 1930 jusqu'aux années après la Seconde Guerre mondiale, plusieurs timbres à l'effigie d'une personnalité portent une surtaxe de bienfaisance au profit d'un groupe précis de victimes des événements ou de la lutte contre une maladie. La série Personnages célèbres va progressivement au cours des années d'après-guerre devenir la seule série de bienfaisance sur ce thème commémoratif et ses surtaxes être au profit de la Croix-Rouge française.

## Liste des émissions

### De 1980 à 1984
Légende générale :
- les noms sont écrits comme sur le timbre ;
- sont signalés les émissions à des dates différentes et le manque d'unité pour certaines années.

| Année | Personnalités | Dessinateur (d) et graveur (g) | Commentaires |
| ----- | --- | --- | --- |
| 1980  | 1 Jean-Marie de la Mennais 2 Frédéric Mistral 3 Jean Monnet 4 Saint-John Perse 5 Pierre-Paul de Riquet 6 Viollet le Duc | Michel Monvoisin (dg1) Jacques Gauthier (dg2) René Quillivic (dg3) Marie-Noëlle Goffin (dg4, dg6) Jacques Jubert (dg5)                       | Deux faciales différentes et une surtaxe (+ 0,30 F). Timbres émis à des dates différentes. Pas d'unité graphique.                                                                 |
| 1981  | 1 Louis Armand 2 Marc Boegner 3 Anne-Marie Javouhey 4 Louis Jouvet 5 Jacques Offenbach 6 Pierre Teilhard de Chardin     | Roger Chapelain-Midy (d4) Pierrette Lambert (d5) Claude Durrens (g4) Pierre Forget (dg2, dg3) Jacques Gauthier (dg1, dg6) Jean Pheulpin (g5) | Deux faciales différentes et une surtaxe (+ 0,30 F). Timbres émis à des dates différentes. Pas d'unité graphique. Les timbres 2, 3 et 6 honorent trois personnalités religieuses. |
| 1982  | André Chantemesse Robert Debré Gustave Eiffel Henri Mondor Louis Pergaud Guillaume Postel                               | Marie-Noëlle Goffin (dg) | Trois faciales différentes, et deux surtaxes (0,30 et 0,40 F). Timbres émis à des dates différentes.                                                                              |
| 1983  | Hector Berlioz René Cassin Max-Pol Fouchet Jacques-Ange Gabriel André Messager Stendhal                                 | Pierre Forget (dg) | Trois faciales différentes, et deux surtaxes (0,30 et 0,40 F). Timbres émis à des dates différentes.                                                                              |
| 1984  | Gaston Bachelard Pierre Corneille Évariste Galois Émile Littré Jean Paulhan Jean Zay                                    | Jacques Combet (dg) | Cinq faciales différentes, mais la même surtaxe (+ 0,40 F). Timbres émis à des dates différentes.                                                                                 |

### Feuille et carnet

#### De 1985 à 2000
À partir de 1985, les timbres sont toujours émis en feuille, mais désormais aussi en carnet de six timbres et deux vignettes légendés ou illustrées. Ces carnets connaissent dès 1985 un certain succès chez les collectionneurs. En 1985, les deux tirages d'un total de 750 000 carnets sont vendus rapidement. Plus d'un million de carnets sont vendus les années suivantes jusqu'à 1 650 000 de carnets en 1989.
Depuis 1952, en dehors des timbres d'usage courant, seuls les timbres Croix-Rouge ont eu droit à une émission régulière en carnet. Par la suite, La Poste va émettre des carnets commémoratifs avec succès : les 2 365 000 blocs vendus pour le cinquantenaire de la Cinémathèque française et en 1988 les 3 250 000 carnets « La Communication » en  utilisant la bande dessinée.
Les exemplaires de carnet se distinguent parfois de ceux des feuilles par un détail par la dentelure.
De 1985 à 1989, les timbres sont imprimés en taille-douce et comprennent jusqu'en 1988 des timbres au tarif non urgent et au tarif lettre simple. Seuls les timbres du carnet de 1985 présentent une différence avec ceux de feuilles.
| Année | Thème | Dessin (d), gravure (g) ou mise en page (mp)      | Commentaires |
| ----- | --- | ------------------------------------------------- | --- |
| 1985  | Écrivains Roland Dorgelès Victor Hugo François Mauriac Romain Rolland Jules Romains Jean-Paul Sartre                                                                                      | Jacques Jubert (dg)                               | Faciale de 11,40 F + 2,70 F de surtaxe. Trois timbres à 1,70 + 0,40 pour écopli. Trois timbres à 2,10 + 0,50 pour la lettre. Différence du carnet : dentelure verticale 15½.                                    |
| 1986  | Scientifiques François Arago Henri Fabre Paul Héroult Henri Moissan Marc Seguin Non émis : Alfred Kastler                                                                                 | René Quillivic (dg)                               | Faciale de 9,80 F + 2,20 F de surtaxe. Trois timbres à 1,80 + 0,40 pour écopli. Deux timbres à 2,20 + 0,50 pour la lettre. La famille d'Alfred Kastler a jugé le portrait non-ressemblant et refusé l'émission. |
| 1987  | Biologistes et médecins Bernard Halpern Eugène Jamot Jacques Monod Charles Richet Jean Rostand Alexandre Yersin                                                                           | Denis Geoffroy Dechaume (mp) Jacky Larrivière (g) | Faciale de 12,30 F + 3 F de surtaxe. Trois timbres à 1,90 + 0,50 pour écopli. Trois timbres à 2,20 + 0,50 pour la lettre.                                                                                       |
| 1988  | Marins et explorateurs Louis Antoine de Bougainville Jules Dumont d'Urville Abraham Duquesne Bertrand-François Mahé de La Bourdonnais Jean-François de La Pérouse Pierre André de Suffren | Denis Geoffroy Dechaume (d) Pierre Béquet (g)     | Faciale de 12,60 F + 3 F de surtaxe. Trois timbres à 2,00 + 0,50 pour écopli. Trois timbres à 2,20 + 0,50 pour la lettre. Illustration : profil noir des personnages sur cartes de leurs voyages.               |
| 1989  | Bicentenaire de la Révolution française Antoine Barnave Jean-Baptiste Drouet marquis de La Fayette comte de Mirabeau Vicomte de Noailles Emmanuel-Joseph Sieyès                           | Pierre Forget (dg)                                | Faciale de 13,20 F + 3,00 F de surtaxe. Six timbres à 2,20 + 0,50 pour la lettre simple. |

Les chiffres de vente du carnet varie entre 1 050 000 et 1 200 000 exemplaires, plus en 1990 et 1994 avec les thèmes La chanson française et De la scène à l'écran, et 1995 avec les Santons de Provence.
Légende : sauf mention contraire, timbres gravés en taille-douce.
| Année | Thème | Dessin (d), gravure (g) ou mise en page (mp)                      | Commentaires |
| ----- | --- | ----------------------------------------------------------------- | --- |
| 1990  | La chanson française Georges Brassens Jacques Brel Aristide Bruant Maurice Chevalier Édith Piaf Tino Rossi                                                                                 | Raymond Moretti (d) Alain Rouhier (mp) (héliogravure)             | Faciale de 13,80 F + 1,80 F de surtaxe. Six timbres à 2,30 + 0,50 pour la lettre simple. Portraits de Raymond Moretti sur fond de couleur doré. |
| 1991  | Poètes (par des peintres célèbres) Louis Aragon (Matisse) André Breton (Man Ray) René Char (Valentine Hugo) Paul Éluard (Picasso) Francis Ponge (Stella Mertens) Jacques Prévert (Picasso) | Pierre Albuisson (g) Claude Jumelet (g) Michel Durand-Mégret (mp) | Faciale de 15 F + 3 F de surtaxe. Six timbres de 2,50 + 0,50 pour la lettre simple.                                                             |
| 1992  | Musiciens célèbres Georges Auric César Franck Arthur Honegger Erik Satie Florent Schmitt Germaine Tailleferre                                                                              | René Désirier (d) (héliogravure)                                  | Faciale de 15 F + 3 F de surtaxe. Six timbres de 2,50 + 0,50 pour la lettre simple.                                                             |
| 1993  | Écrivains français Alain André Chamson Jean Cocteau Guy de Maupassant Marcel Pagnol Marguerite Yourcenar                                                                                   | Ernest Pignon-Ernest (d) Claude Jumelet (g) Jacky Larrivière (g)  | Faciale de 15 F + 3 F de surtaxe. Six timbres de 2,50 + 0,50 pour la lettre simple.                                                             |
| 1994  | De la scène à l'écran Joséphine Baker Bourvil Coluche Fernandel Yves Montand Yvonne Printemps                                                                                              | François Miehe (mp) Évelyne Siran (mp) (héliogravure)             | Faciale de 16,80 F + 3,60 F de surtaxe. Six timbres à 2,80 + 0,60 pour la lettre simple.                                                        |
| 1995  | Santons de Provence le berger le meunier la poissonnière le rémouleur le tambourinaire et le ravi les vieux                                                                                | Marie-Noëlle Goffin (dg)                                          | Faciale de 16,80 F + 3,60 F de surtaxe. Six timbres à 2,80 + 0,60 pour la lettre simple. Première série sur des personnages célèbres fictifs.   |

En 1996, le carnet change de présentation : les six timbres et deux vignettes illustrées sont disposées en deux colonne de quatre rectangles. Ils sont désormais toujours imprimés en héliogravure.
Les carnets connaissent une baisse de leur vente passant de 1,1 million en 1996 à 768 000 en 2000.
| Année | Thème | Dessin (d) ou mise en page (mp)          | Commentaires |
| ----- | --- | ---------------------------------------- | --- |
| 1996  | Héros français du roman policier Nestor Burma Fantômas Arsène Lupin Maigret Rocambole Rouletabille                                    | Marc Taraskoff (d)                       | Faciale de 18 F + 3,60 F de surtaxe. Six timbres de 3 F + 0,60 F pour la lettre simple.                                                |
| 1997  | Héros d'aventures D'Artagnan Cyrano de Bergerac Le Bossu le Capitaine Fracasse Lancelot Pardaillan                                    | Guy Coda (d mp) Serge Hochain (d mp)     | Faciale de 18 F + 3,60 F de surtaxe. Six timbres de 3 F + 0,60 F pour la lettre simple.                                                |
| 1998  | Acteurs du cinéma français Bernard Blier Louis de Funès Jean Gabin Romy Schneider Simone Signoret Lino Ventura                        | Louis Briat (d mp)                       | Faciale de 18 F + 3,60 F de surtaxe. Six timbres de 3 F + 0,60 F pour la lettre simple.                                                |
| 1999  | La photographie française Atget Brassaï Henri Cartier-Bresson Robert Doisneau Jacques Henri Lartigue Nadar                            | Claude Andréotto (mp)                    | Reproduction de photographies de ces artistes. Faciale de 18 F + 3,60 F de surtaxe. Six timbres de 3 F + 0,60 F pour la lettre simple. |
| 2000  | Grands aventuriers français Norbert Casteret Jacques-Yves Cousteau Alexandra David-Néel Éric Tabarly Haroun Tazieff Paul-Émile Victor | Marc Taraskoff (d) Jean-Paul Cousin (mp) | Faciale de 18 F + 3,60 F de surtaxe. Six timbres de 3 F + 0,60 F pour la lettre simple.                                                |

#### Depuis 2001
À partir de 2001, le carnet est abandonné pour un bloc où les six timbres s'inscrivent sur un arrière-plan dessiné. Les blocs de 13,5 × 14,3 cm sont imprimés en héliogravure.
En 2003, les « destinées romanesques » comprennent cinq personnages de fiction et un personnage historique (Vidocq). Par la suite, les fictions sont au centre de l'émission : romans de Jules Verne, opéras de Mozart par exemple. 
| Année | Thème | Dessin ou mise en page (mp)                      | Commentaires |
| ----- | --- | ------------------------------------------------ | --- |
| 2001  | Artistes de la chanson Barbara Michel Berger Dalida Léo Ferré Claude François Serge Gainsbourg | Aurélie Baras (mp)                               | Faciale de 18,00 F ou 2,76 € + 10 F de surtaxe. Un disque est dessiné à l'intérieur du bloc, autour duquel sont placés les timbres ; une perforation centrale simule le centre du disque. |
| 2002  | Étoiles du jazz Louis Armstrong Sidney Bechet Duke Ellington Ella Fitzgerald Stéphane Grappelli Michel Petrucciani                                                                                              | Raymond Moretti (d) Jean-Paul Cousin (mp)        | Faciale de 2,76 € + 1,60 € de surtaxe. |
| 2003  | Destinées romanesques Claudine (Colette) le comte de Monte Cristo (Dumas) Esméralda (Notre-Dame de Paris de Hugo) Gavroche (Les Misérables de Hugo) Nana (Zola) Eugène-François Vidocq (1775-1857)              | Serge Hochain (d) Jean-Paul Cousin (mp)          | Faciale de 3,00 € + 1,60 € de surtaxe. Vidocq est la seule personnalité historique. |
| 2004  | Napoléon Ier et la garde impériale artilleur à pied chasseur à cheval dragon grenadier à pied mameluk | Pierre-Marie Valat (timbre) Aurélie Baras (bloc) | Faciale de 3,00 € + 1,60 € de surtaxe. |
| 2005  | Jules Verne « Les voyages extraordinaires » Cinq semaines en ballon Michel Strogoff De la Terre à la Lune Le Tour du monde en quatre-vingts jours Vingt mille lieues sous les mers Voyage au centre de la Terre | Michel Bez (d) Valérie Besser (mp)               | Faciale de 3,18 € + 1,62 € de surtaxe. |
| 2006  | Les opéras de Mozart La Clémence de Titus Così fan tutte Don Giovanni L'Enlèvement au sérail La Flûte enchantée Les Noces de Figaro Martin Delporte (Ricki)                                                     | Valérie Besser (mp)                              | Faciale de 3,18 € + 1,62 € de surtaxe. Deux jeux de six feuillets illustrés reprennent les timbres (un avec cartes en velin, un dans un ouvrage sur Mozart).                              |